# Jüdische Gemeinde Kleineicholzheim
Die jüdische Gemeinde in Kleineicholzheim im Neckar-Odenwald-Kreis in Baden-Württemberg entstand im 18. Jahrhundert und existierte bis zur Zeit des Nationalsozialismus.

## Geschichte
In Kleineicholzheim bestand eine jüdische Gemeinde ab dem 18. Jahrhundert bis 1938. Volkszählungen ergeben, dass im Jahre 1864 ein Drittel der Bevölkerung jüdisch waren. Die jüdischen Familien lebten vom Handel mit Textilwaren und mit Vieh. 1843 hatte die jüdische Gemeinde das ehemalige Schloss des Grafen von Waldkirch erworben und es bis 1876 als Synagoge, danach als Religionsschule genutzt. Die Toten wurden auf dem jüdischen Friedhof in Bödigheim beigesetzt und das rituelle Bad befand sich am westlichen Ortsrand am Eberbach, heute ist es in Privatbesitz. Bis zur Einweihung der neuen Synagoge in Großeicholzheim 1885 wurden die Vorbereitungsdienste von einem Lehrer gehalten, danach von Gemeindemitgliedern. Die Gemeinde wurde 1827 dem Rabbinatsbezirk Mosbach zugeteilt. Während des Ersten Weltkriegs hatte die jüdische Gemeinde einen Gefallenen zu beklagen, darauf wurde ein Gefallenendenkmal auf dem jüdischen Friedhof in Bödigheim errichtet. Trotz des wirtschaftlichen Boykotts blieb die Mehrheit der jüdischen Einwohner, bis am 22. Oktober 1940 die letzten fünfzehn jüdischen Mitglieder nach Gurs deportiert wurden.